# Сліди перевертня
«Сліди перевертня» — спільний радянсько-аргентинський художній фільм 1986 року режисера Альмантаса Грікявічюса.

## Сюжет
Акредитований в Аргентині радянський журналіст Альошин стає свідком викрадення місцевого фотокореспондента Карденаса, який, в останній момент, таємно передає Альошину фотоплівку, з запискою передати її мільйонерові Уго Вінчеро — герою вулиць — вихідцю з низів суспільства, який гаряче відстоює ідею незалежності своєї країни від впливу іноземного капіталу.
Але після зустрічі з Альошиним мільйонер дивно гине. Альошин і його друг фотокореспондент Вергар проявляють плівку: на ній виявляється відображена зустріч дуже важливих в цій латиноамериканській країні людей, які, однак, ніяк не повинні бути разом…
Нитки розслідування призводять Альошина і Вергара до нацистських злочинців, що ховаються в країні у різних образах, нині солідними бізнесменами і чиновниками, які впливають на політику і економіку країни в інтересах західних концернів. З великими труднощами Альошину і Вергару вдається зібрати докази і підготувати публікацію для преси, але Вергара вбивають, а Альошина під надуманим приводом висилають з країни, вилучивши всі зібрані матеріали.

## У ролях
- Сергій Шакуров — Альошин, радянський журналист
- Міхай Волонтир — Уго Вінчеро, мільйонер
- Регімантас Адомайтіс — Едуард Вергар, фотокореспондент
- Юрате Онайтіте — Ліза
- Ліліана Лавалле — Люсія
- Мануель Каллау — шахрай
- Олегас Дітковскіс — хлопець зі шрамом
- Роберто Фіоре — президент
- Оскар Кандія — Мартінас
- Альмантас Грікявичюс — Сімон
- Арніс Ліцитіс — Карденас, фотокореспондент
- Оскар Ортіс — Хорхе
- Хорхе Петралья — Сайферта
- Освальдо Санторо — Шарк
- Олена Сєдова — Амалія, секретар Вінчеро
- Вальтер Соубріє — Швандобер
- Альгірдас Шемешкявічюс — слідчий
- Яніна Матеконіте — журналістка
- Саулюс Сіпаріс — молодий неофашист
- Альгімантас Жижюнас — фотокореспондент на прес-конференції

## Знімальна група
- Режисер — Альмантас Ґрікявічус
- Сценаристи — Олександр Лапшин, Володимир Весенський
- Оператор — Донатас Печюра
- Композитор — Юозас Ширвінскас
- Художник — Михайло Мальков